# وريد زاوي
الوريد الزاوي هو وريد صغير، يوجد بالقرب من العين. ويتشكّل بتقاطع الوريد الجبهي ووريد فوق الحجاج، ويتّجه إلى الأسفل مروراً بجانب جذر الأنف إلى مستوى محجر العين حيث يُصبح وريد وجهي أمامي.
يلتقي بأوردة الأنف الخارجية ويتصل مع الوريد العيني الفوقي من خلال الوريد الأنفي الجبهي، وبالتالي يشكّل بنية نسيجية بين الوريد الوجهي الأمامي والجيب الكهفي.

## صور إضافية

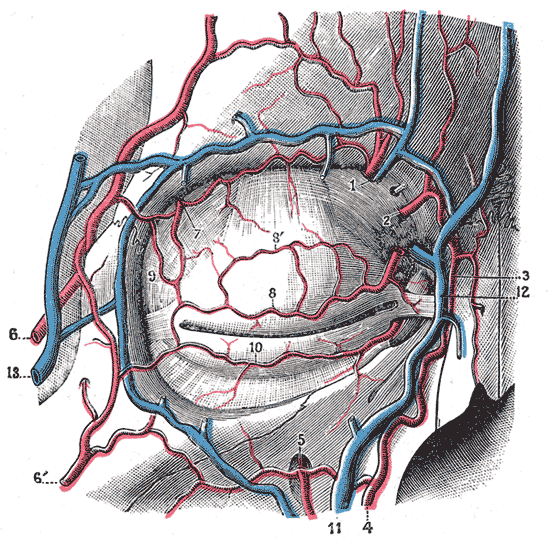
منظر أمامي للأوعية الدموية في الجفون.
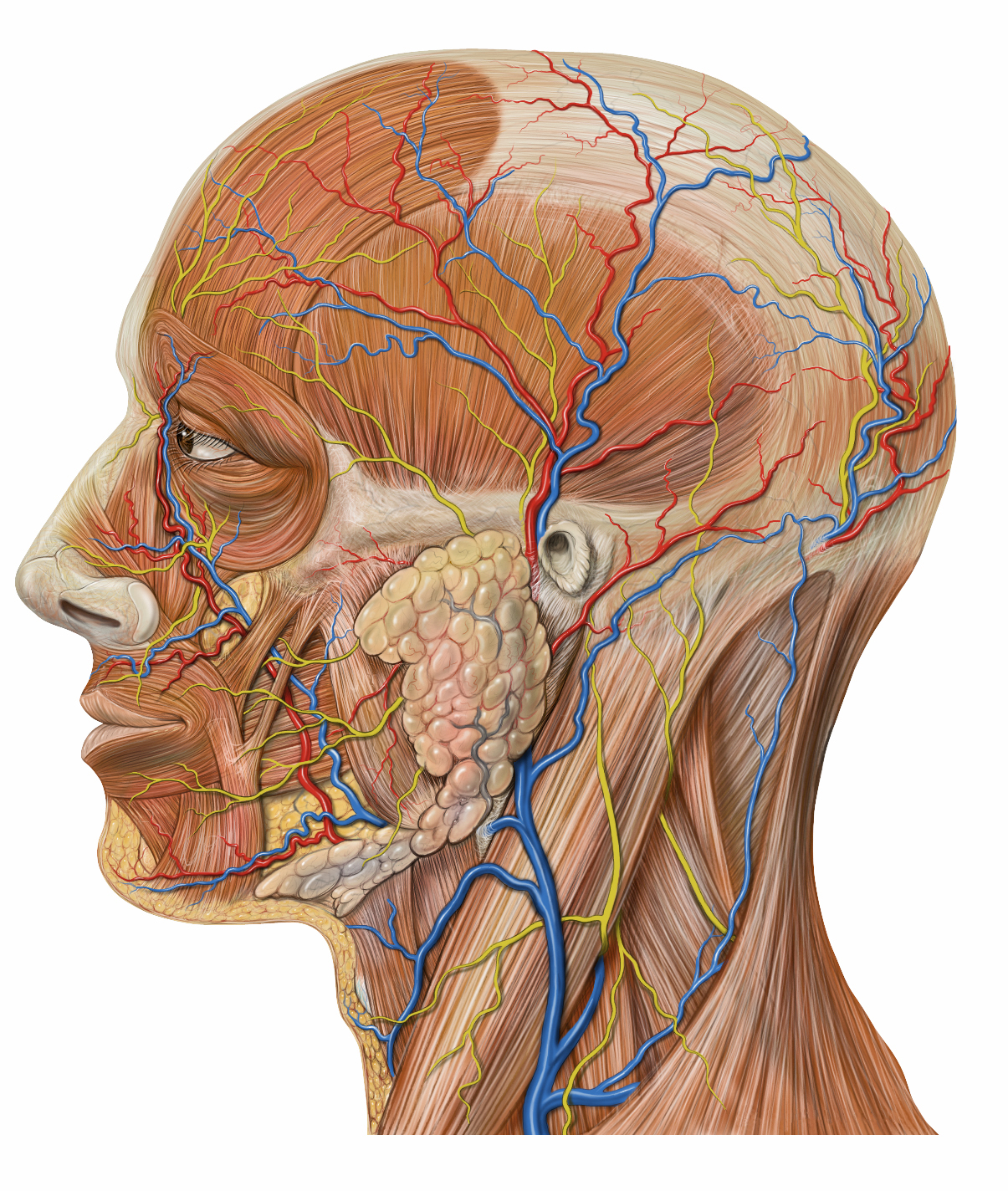
تفاصيل تشريح الرأس الجانبي
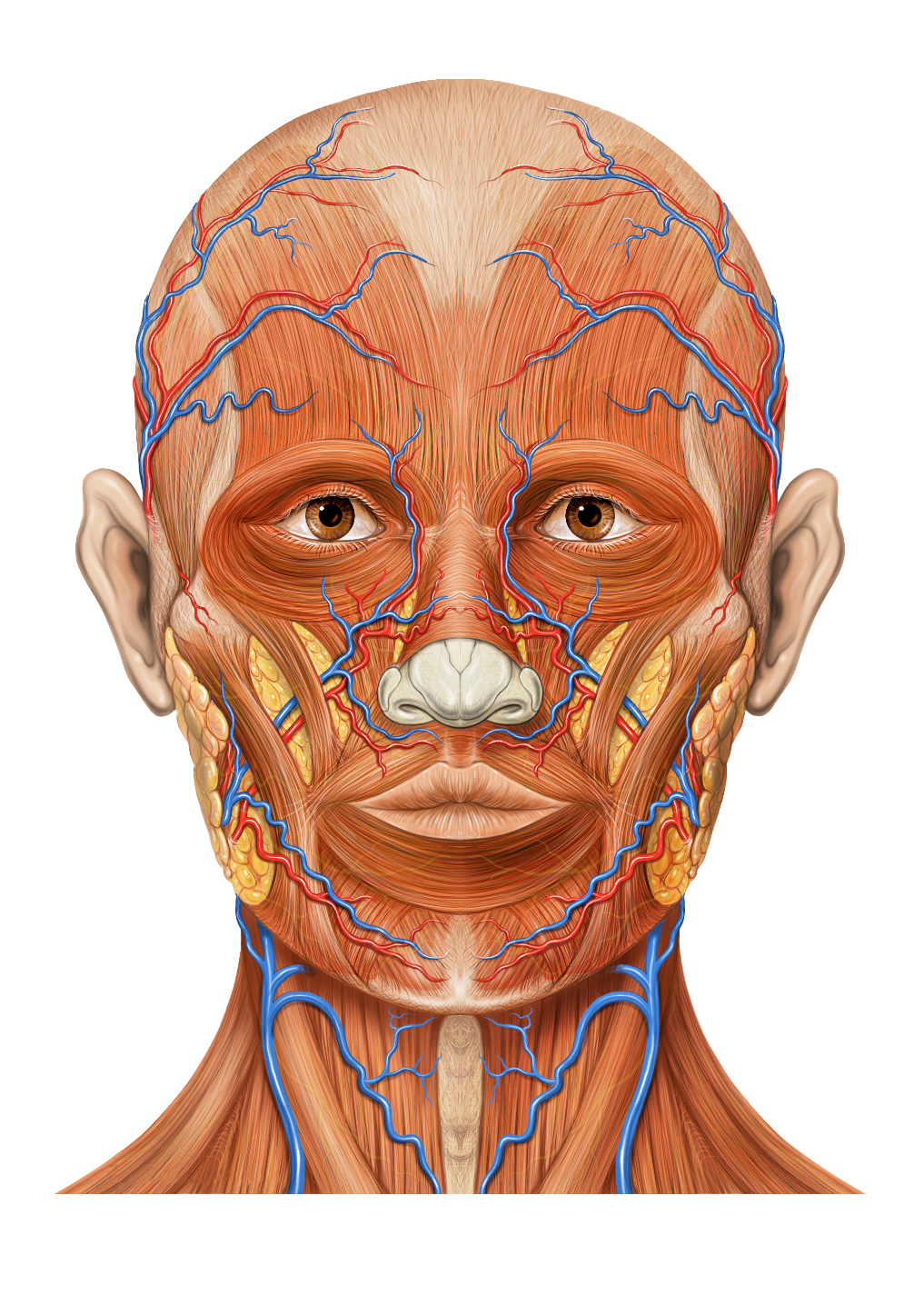
عرض لتشريح الرأس الداخلي

## وصلات خارجية
- http://www.dartmouth.edu/~humananatomy/figures/chapter_47/47-5.HTM